# Eferdingi járás
A Eferdingi járás Ausztriában, Felső-Ausztria tartományban található. Eferdingi járás Grieskircheni, Rohrbachi, Urfahrkörnyéki, Linzvidéki és Welsvidéki járásokkal határos. Lakosainak száma 33 422 fő (2022).

## A járáshoz tartozó települések
- Alkoven
- Aschach an der Donau
- Eferding
- Fraham
- Haibach ob der Donau
- Hartkirchen
- Hinzenbach
- Prambachkirchen
- Pupping
- Scharten
- Sankt Marienkirchen an der Polsenz
- Stroheim